# Pentaria arabica
Pentaria arabica là một loài bọ cánh cứng trong họ Scraptiidae. Loài này được Pankow miêu tả khoa học năm 1981.